# Strukstrup
Strukstrup (dansk) eller Struxdorf (tysk) er en landsby og kommune beliggende få kilometer nord for Slesvig by i det sydlige Angel i Sydslesvig. Administrativt hører kommunen under Slesvig-Flensborg kreds i den tyske delstat Slesvig-Holsten. Kommunen samarbejder på administrativt plan med andre kommuner i omegnen i Sydangel kommunefællesskab (Amt Südangeln). Byen er sogneby i Strukstrup Sogn. Sognet lå i Strukstrup Herred (Gottorp Amt, Slesvig), da området tilhørte Danmark.

## Geografi
Strukstrup kommune omfatter ved siden af selve byen Strukstrup, landsbyerne og bebyggelserne Årup (Arup), Balle (Belling), Blæsebjerg (Blasberg), Byskov el. Boholt (Boholz), Egebjerg (Ekeberg), Egebjerg Kro (Ekebergkrug), Holmølle (Hollmühle), Koltoft (på dansk også Kåltoft), Ravnholt (Rabenholz), Skarreryd (Scharrerie, kan være afledt af oldnordisk skarð, beskriver en fordybning, kløft) og Treholt (Treholz). Andre Lokalitæter er Allemandskifte (af oldnordisk skipti, betyder jordlod, betegner altså en for alle bymændene fælles lod), Bredmor (af oldnordisk mýrr), Bro, Hartesvad (af mandsnavn Harte), Kallesdam, Piberlykke, Røttekær, Sengvad, Solbjerg, Tareng og Øde. Kommunen samarbejder på administrativt plan med andre kommuner i Sydangel kommunefælleskab (Amt Südangeln).
Ved Aarup ligger Lundbjerg, hvorfra haves en vid udsigt over det sydlige Angel. Vedelbæk ved Boholt (her kaldet Boholt Å) danner den sydøstlige grænse mod Tolk Sogn og Tved kommune. Egebjerg ligger ved den nu udtørrede tidligere Egebjerg Sø.

## Historie
Strukstrup blev første gang nævnt i 1231. Stednavneleddet Struk- henføres til personnavnet Struk eller til sønderjysk/nedertysk struk for busk eller krat. Den til kommunen hørende Balle (Bellig) er første gang nævnt 1457. Stednavnet beskriver en beliggenhed på en forhøjning (på en balle, glda. balghe, bælgæ).
Strukstrup Kirke er fra omkring 1230. Før den 2. Slesvigske krig var kirkesproget blandet dansk-tysk.
Kommunevåbnet viser et stiliseret egetræ, som er lånt fra Strukstrups herredsegl.

## Kendte fra Struktrup
- Hans Christian Brix (16. oktober 1831 - 2. december 1907 i København), dansk billedhugger
- Henrik Lassen (21. spt. 1839 - 30. sept. 1934), bonde, far til Peter Lassen
- Peter Lassen (18. feb. 1866 - 25. maj 1938), formand for Slesvigsk Forening i Gottorp og medlem af Slesvig kredsdag 1925-1933